# Fehér-tenger
A Fehér-tenger (oroszul Бе́лое мо́ре [Beloje more]) a Jeges-tenger egyik beltengere Észak-Európában, Oroszország északnyugati részén. A tenger egésze Oroszország fennhatósága alá tartozik. Nyugatról Karélia, északról a Kola-félsziget, keletről az Arhangelszki terület veszi körbe. 
Keleti partján fekszik Arhangelszk kiemelkedő fontosságú kikötője, korábbi fontos kereskedelmi kikötő, napjainkban az orosz flotta bázisa. A tengert a Balti–Fehér-tenger-csatorna (Belomorkanal) köti össze a Balti-tengerrel. Délnyugati partján Belomorszk városa található.
A tengert tápláló folyók közül leghosszabb a Mezeny.

## Lásd még
- Szoloveckij-szigetek